# Chorlton by Backford
Chorlton by Backford is een civil parish in het bestuurlijke gebied Cheshire West and Chester, in het Engelse graafschap Cheshire met 124 inwoners.